# Paraclius alternans
Paraclius alternans är en tvåvingeart som först beskrevs av Friedrich Hermann Loew 1864.  Paraclius alternans ingår i släktet Paraclius och familjen styltflugor. Inga underarter finns listade i Catalogue of Life.